# 王庄镇 (新野县)
王庄镇，是中华人民共和国河南省南阳市新野县下辖的一个乡镇级行政单位。

## 行政区划
王庄镇下辖以下地区：
东张店村、乔湾村、水台子村、梅湾村、前孙村、赵庙村、肖集村、王庄村、毛寨村、阎庄村、玉皇庙村、潘庄村、西高营村、王桥村、曹营村和张湾村。